# Vesmírné počasí

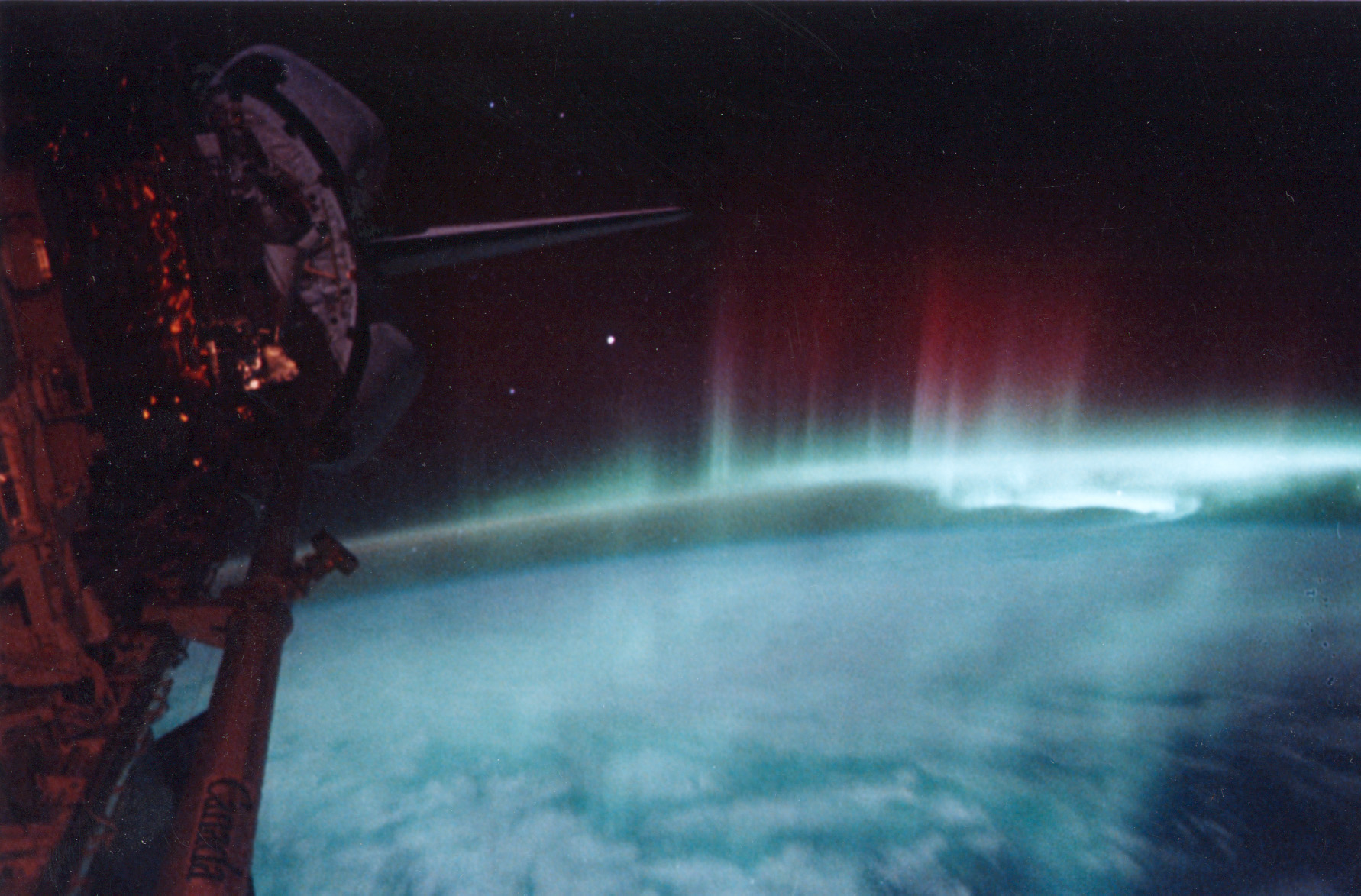
Polární záře pozorovaná z raketoplánu Discovery v květnu 1991

Vesmírné počasí (či kosmické počasí) je termín, jímž se označují různé jevy ve vesmíru (polární záře, sluneční erupce atd.), které ovlivňují dění na Zemi, nebo ve sluneční soustavě. Jako vesmírné počasí se označují i aktuální podmínky v magnetosféře, ionosféře, termosféře a exosféře. Vesmírným počasím se zabývá jisté odvětví astrofyziky a aeronomie. Tyto jevy nelze spojovat s pozemským počasím atmosféry Země (troposféry a stratosféry).
Termín „vesmírné počasí“ byl poprvé použit v roce 1950 a běžně se v odborné terminologii začal používat od začátku devadesátých let 20. století.

## Historie
Několik set let byly vlivy vesmírného počasí zaznamenávány, ale tehdejší astronomové si tyto jevy nedokázali nijak vysvětlit.

### Objevení
V roce 1724 George Graham uvedl, že střelka magnetického kompasu se pravidelně odkláněla od severního magnetického pólu v průběhu každého dne. Tento účinek byl v roce 1882 nakonec Balfourem Stewartem připsán elektrickým proudům v ionosféře a magnetosféře. Roku 1889 to potvrdil Arthur Schuster.
V roce 1852 britský astronom Edward Sabine zjistil, že pravděpodobnost výskytu magnetických bouří na Zemi koreluje s počtem slunečních skvrn, což ukazuje na novou interakci mezi Sluncem a Zemí. V roce 1859 velká magnetická bouře způsobila oslnivé polární záře a narušení globálního telegrafního systému. Richard Carrington správně spojil bouři se sluneční erupcí, kterou pozoroval den předtím v blízkosti velké skupiny slunečních skvrn – tak prokázal, že některé sluneční činnosti mohou ovlivnit dění na Zemi (viz Sluneční bouře v roce 1859, rovněž známá jako Carringtonova událost).
Kristian Birkeland vysvětlil příčiny polární záře vytvořením umělé polární záře ve své laboratoři a předpověděl tím i existenci později objeveného slunečního větru. Zavedením rádiového vysílání se zjistilo, že dochází k periodám silných poruch a hluku během vysílání. Silné narušení radiového signálu během velké sluneční erupce v roce 1942 vedlo k objevu tzv. solárních rádiových bouří (rádiových vln, které pokrývají široký frekvenční rozsah vytvořený sluneční erupcí), což je další aspekt kosmického počasí.

### Dvacáté století
Ve 20. století se zájem o zkoumání kosmického počasí mezi astronomy rozšířil, protože vojenské a komerční systémy (např. rádia, vysílačky, později i televize a mobilní signál) začaly záviset na systémech ovlivňovaných právě vesmírným počasím. Například komunikační satelity se staly důležitou součástí globálního obchodování. Začaly se využívat meteorologické družice k poskytování informací o počasí na Zemi. Signály ze satelitů globálního pozičního systému (GPS) se začaly používat v široké škále různých softwarů.
Mezinárodní geofyzikální rok (IGY) rozšířil výzkum kosmického počasí. Pozemní data získaná během IGY ukázala, že polární záře se vyskytovala v tzv. aurorálním oválu, trvalé oblasti luminiscence, 15 až 25 stupňů zeměpisné šířky od magnetických pólů. V roce 1958 objevila vesmírná sonda Explorer I Van Allenovy pásy. V lednu 1959 sovětský satelit Luna 1 jako první přímo pozoroval sluneční vítr a změřil jeho sílu.
V roce 1969 sonda Explorer 40 provedla první přímé pozorování elektrického pole působícího na zemskou ionosféru slunečním větrem.
Termín „vesmírné počasí“ se objevil koncem padesátých let, kdy lidé začali zkoumat vesmír a posílali do kosmu družice, jež zkoumaly zdejší prostor. Termín získal popularitu v devadesátých letech spolu s vírou, že právě vesmírné počasí má vliv na dění na Zemi a vyžadoval tedy rozsáhlejší výzkum.

## Jevy ovlivňující vesmírné počasí
Ve sluneční soustavě je vesmírné počasí ovlivňováno slunečním větrem a meziplanetárním magnetickým polem (MMF) neseným sluneční větrnou plazmou. S vesmírným počasím souvisí řada fyzikálních jevů, včetně geomagnetických bouří, elektrizace Van Allenových radiačních pásů, poruchy v ionosféře a scintilace družicového rádiového signálu, polární záře. Koronální výrony hmoty jsou také důležitými hnacími silami vesmírného počasí, protože mohou stlačit magnetosféru a spouštět geomagnetické bouře. Solární energetické částice urychlené odhazováním koronální hmoty nebo sluneční erupcí mohou spustit uvolnění solárních částic do meziplanetárního prostoru, což je nebezpečný typ vesmírného počasí a to hlavně pro kosmonauty, protože může poškodit elektroniku na palubě kosmické lodi a ohrožuje životy astronautů.

## Důsledky vesmírného počasí

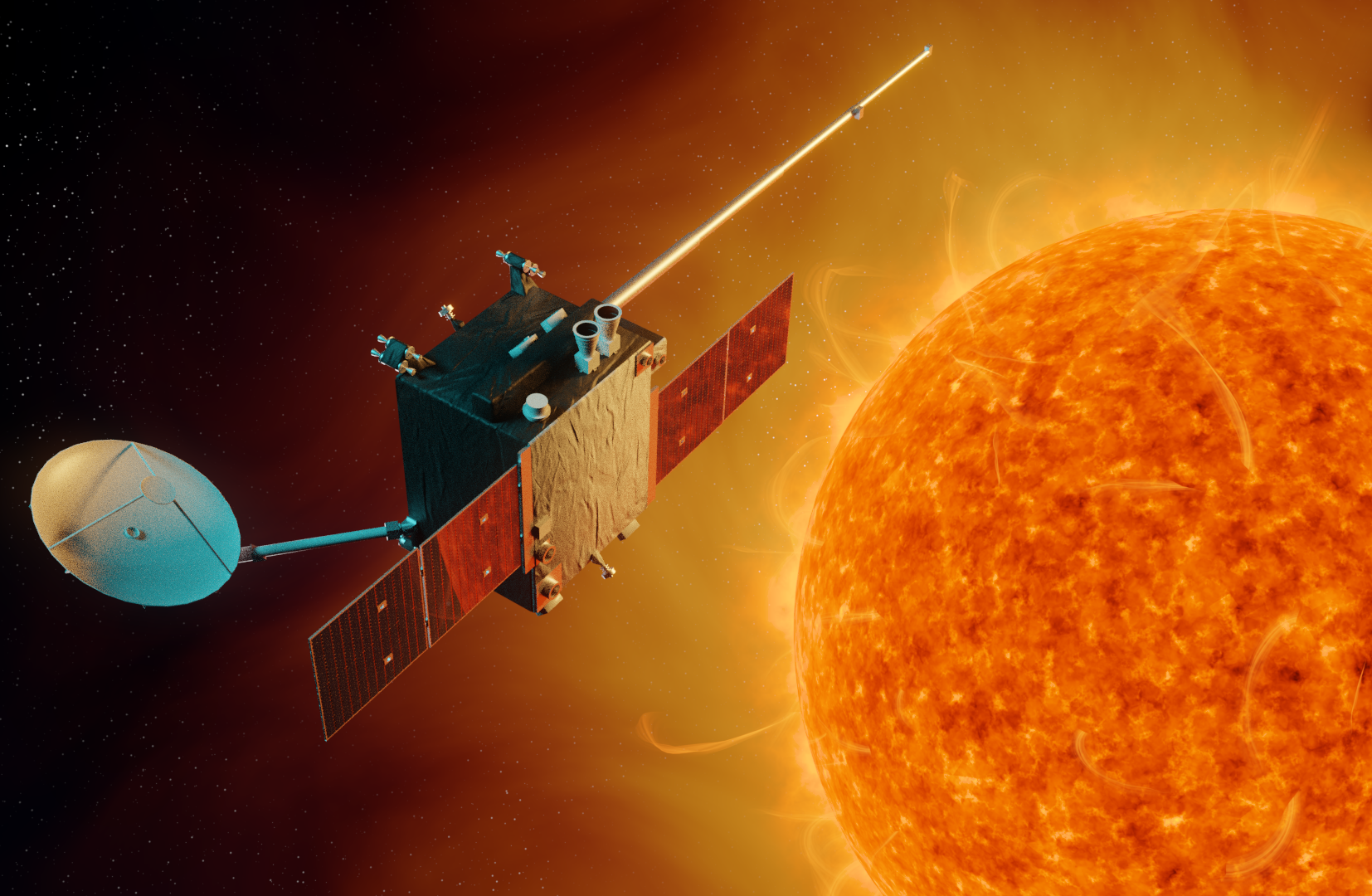

### Elektronika kosmických lodí

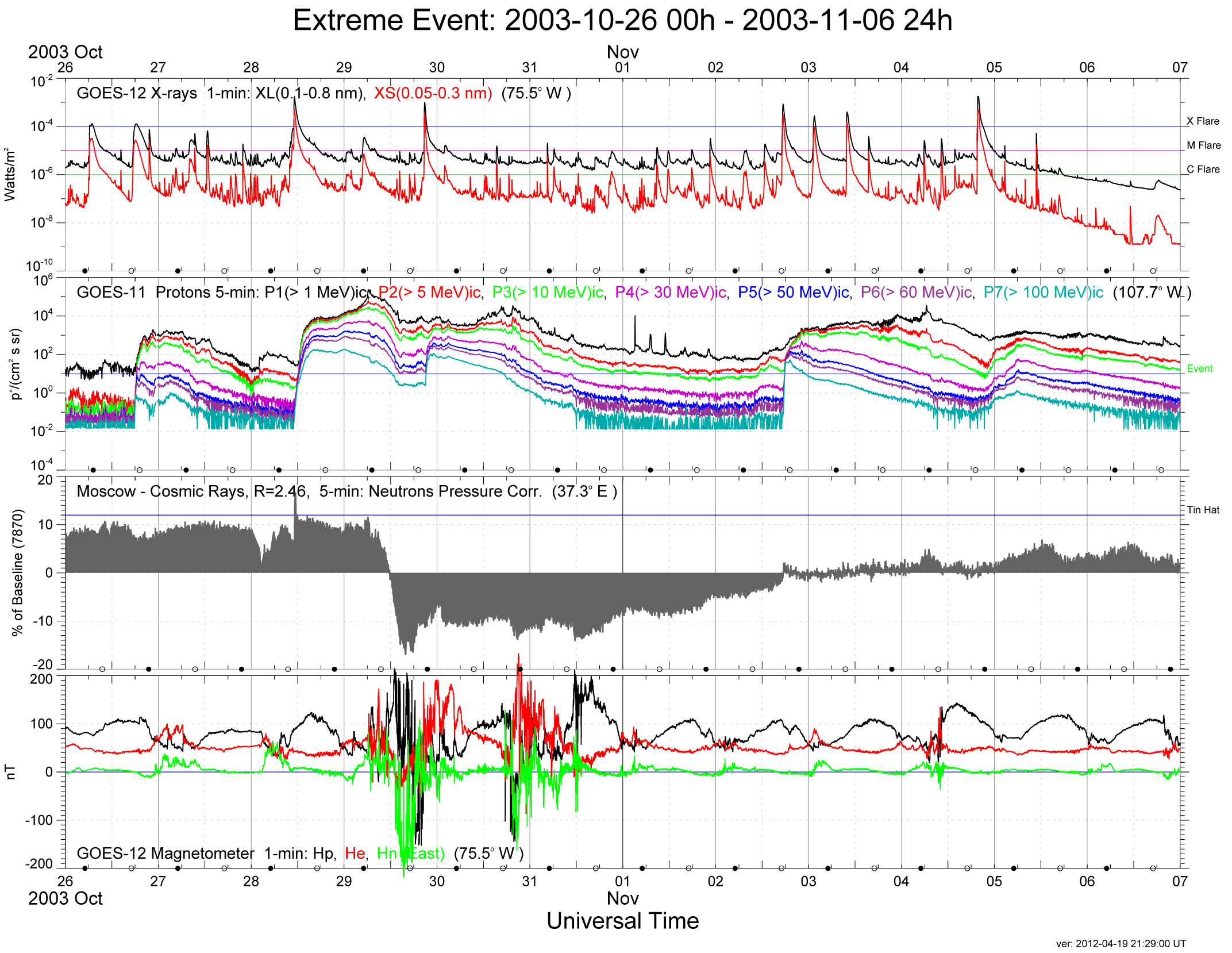
GOES-11 a GOES-12 sledovaly vesmírné počasí během sluneční aktivity v říjnu 2003

Některé poruchy vesmírných lodí lze přímo připsat na svědomí vesmírnému počasí. Například ke 46 ze 70 poruch hlášených v roce 2003 [zdroj?] došlo během geomagnetické bouře v říjnu 2003. Nejběžnější nepříznivý důsledek vesmírného počasí na kosmickou loď je ozáření lodi radioaktivním ionizujícím zářením.
Záření (částice s vysokou energií) prochází vnějším obalem kosmické lodi a následně do řídících a jiných elektronických systémů. Ve většině případů záření způsobuje výpadek radiového signálu, který kosmonauti využívají ke komunikaci s řídícím centem na Zemi. V méně častých, ale i tak obvyklých případech, záření zničí část elektronického vybavení.

### Změny na oběžné dráze kosmické lodi
Oběžné dráhy kosmických lodí na nízké oběžné dráze Země upadají do stále nižších výšek kvůli odporu způsobenému třením mezi povrchem kosmické lodi a vnější vrstvou zemské atmosféry (známou jako termosféra a exosféra). Kosmická loď na nízké oběžné dráze může nakonec ve výsledku spadnout z oběžné dráhy směrem k zemskému povrchu. Mnoho kosmických lodí vypuštěných v posledních několika desetiletích má schopnost vypálit malou raketu, aby loď měla možnost mírně korigovat svou oběžnou dráhu. Raketa může zvýšit výšku, aby prodloužila životnost lodě, nasměrovat loď na určité místo, nebo odklonit loď tak, aby se zabránilo případnému střetu s jinými tělesy. Takové manévry vyžadují přesnou informaci o oběžné dráze dané lodi. Geomagnetická bouře může způsobit změnu oběžné dráhy během několika dní, k níž by jinak přirozeně došlo během roku nebo více. Geomagnetická bouře přidává teplo do termosféry, což způsobuje, že se termosféra rozšiřuje a stoupá, čímž se zvyšuje tlak na kosmickou loď.
Satelitní srážka mezi Iridiem 33 a Kosmos 2251 v roce 2009 prokázala důležitost znát přesné informace o objektech na oběžné dráze.

### Lidé ve vesmíru

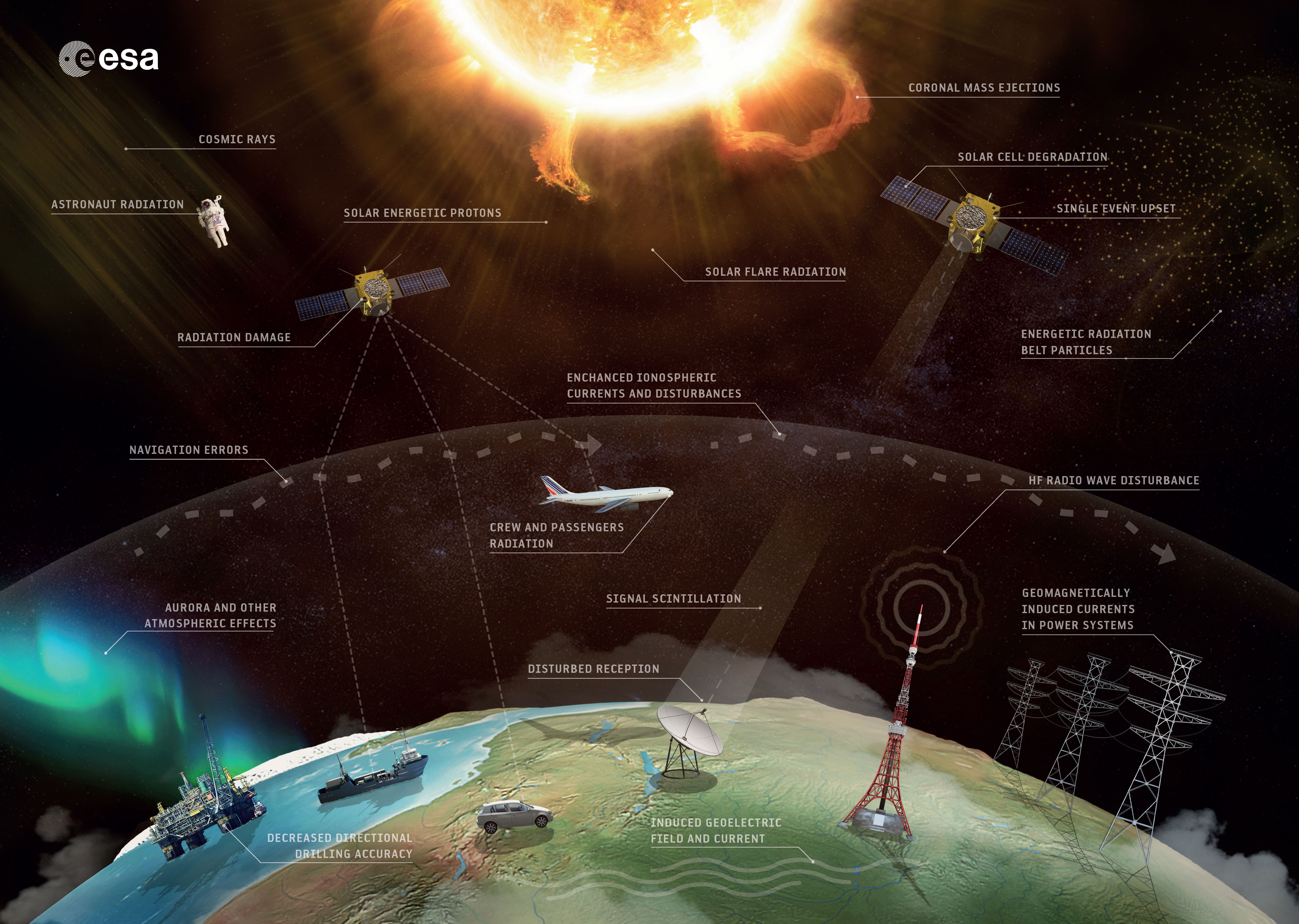
Nákres ukazující působení ionizujícího záření na různé objekty v atmosféře a ve vesmíru

Ionizující záření má na lidské tělo stejně škodlivé účinky, ať už je zdrojem záření rentgenový lékařský přístroj, jaderná elektrárna nebo záření z vesmíru. Stupeň škodlivosti účinku závisí na délce (jak dlouhou dobu bylo tělo záření vystaveno) a energetické síle záření. Stále přítomné radiační Van Allenovy pásy sahají až do oblasti, kde se pohybuje většina vesmírných lodí, ale síla působení je za normálních podmínek v přijatelném limitu, tak aby pro člověka nebyla příliš nebezpečná. Během některých extrémních projevů vesmírného počasí se ale síla může podstatně zvětšit. Mezinárodní vesmírná stanice (ISS) má proti takovémuto záření ochranu, která může udržet hustotu záření v bezpečných mezích. Pro posádku raketoplánu by taková událost vyžadovala okamžité ukončení mise a neprodlený návrat na Zemi.

### Pozemní systémy

#### Signály kosmických lodí
Ionosféra ohýbá rádiové vlny stejným způsobem, jakým voda ohýbá viditelné světlo. Pokud je prostředí, kterým se takové vlny pohybují, narušeno, světelný obraz nebo rádiové informace mohou být silně poškozené. Stupeň zkreslení (scintilace) rádiové vlny při průchodu ionosférou závisí na frekvenci signálu. U rádiového signálu v pásmu VHF (30 až 300 MHz) může dojít ke zkreslení, ale není to obvyklé. Rádiové signály v pásmu UHF (300 MHz až 3 GHz) prochází narušenou ionosférou a přijímač je nemusí být schopen správně rozluštit. GPS používá frekvence 1575,42 MHz a 1227,6 MHz (L2). Zde hrozí zkreslení informací a to také způsobuje, že se pomocí GPS nikdy nedá udat naprosto přesná poloha. Odchylka je většinou v řádu několika metrů. Při extrémních projevech kosmického počasí může dojít k posunutí narušené polární ionosféry o 10 ° až 30 ° zeměpisné šířky směrem k rovníku a způsobit střední ionosférické gradienty. To může mít výrazný vliv na zkreslení GPS signálu.

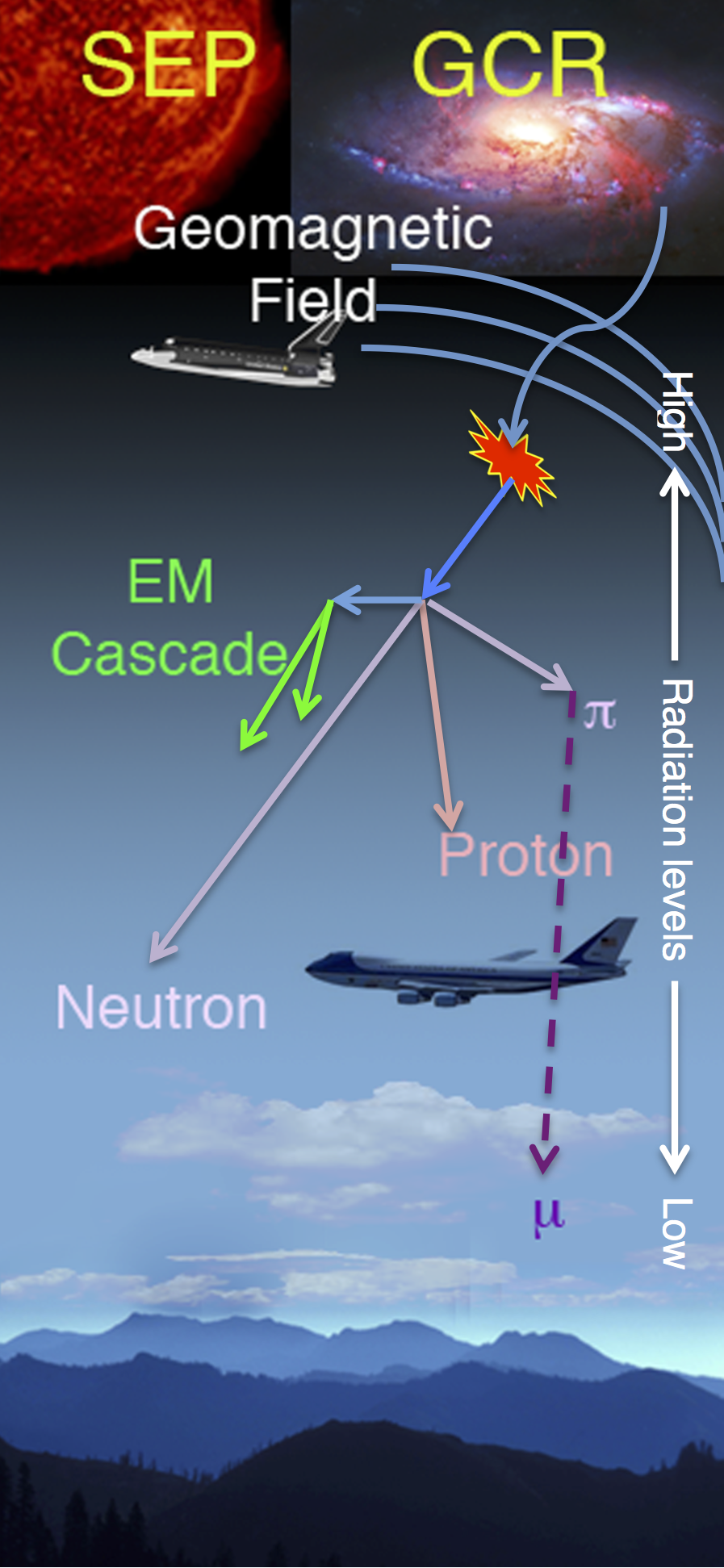
Všichni cestující v komerčních letadlech letících ve výšce vyšší než 7 900 metrů jsou obvykle do určité bezpečné míry také vystaveni ionizujícímu záření

### Lidé v komerčních letadlech
Magnetosféra vede částice kosmického záření a sluneční energie k polárnímu kruhu, zatímco částice s vysokým elektrickým nábojem vstupují do mezosféry, stratosféry a troposféry. Tyto částice na vrcholu atmosféry rozbíjí atomy a molekuly a vytvářejí škodlivé nízkoenergetické částice, které pronikají hluboko do atmosféry a vytvářejí měřitelnou radiaci. Všechna letadla, jež létají ve výšce nad 8 km (26 200 stop) je těmto částicím vystavena. Síla dávky je větší v polárních oblastech než v rovníkových oblastech. Mnoho komerčních letadel letí nad polární oblastí. Pokud událost ve vesmíru způsobí, že ozáření překročí bezpečnou úroveň stanovenou leteckými úřady, je letová dráha letadla odkloněna.
Nejvýznamnějším zdravotním následkem způsobeným ionizujícím zářením je rakovina. Diagnóza rakoviny u pilota mívá významný dopad na jeho leteckou kariéru a může ho dočasně nebo trvale „uzemnit“. Pro zmírnění tohoto statistického rizika byly vypracovány mezinárodní pokyny Mezinárodní komise pro radiační ochranu.
Měření radiačního rozsahu ve výškách pohybu komerčních letadel (přibližně 8 km) byly historicky změřeny nástroji, které zaznamenávají data, jež jsou následně zpracována vědci na Zemi. Systém měření radiačního záření na palubě letadel (ARMAS) byl vyvinut americkou vládní agenturou NASA. ARMAS změřil od roku 2013 řádově stovky letů a poslal data na Zemi prostřednictvím satelitního spojení Iridium.

## Zajímavé události
- 21. prosince 1806 Alexander von Humboldt zaznamenal, že jeho kompas se během jasné polární záře stal naprosto nefunkčním.
- Sluneční bouře z roku 1859 způsobila rozsáhlé narušení telegrafní služby.
- Polární záře 17. listopadu 1882 přerušila telegrafní službu.
- Geomagnetická bouře z května 1921 byla jedna z největších geomagnetických bouří, narušila telegrafní službu a poškodila elektrická zařízení na celém světě.
- V srpnu 1972 došlo k velké sluneční erupci. Pokud by astronauti byli v té době ve vesmíru, mohla by dávka ozáření být život ohrožující.